# Васильєв Валерій Іванович
Валерій Іванович Васильєв (рос. Вале́рий Ива́нович Васи́льев; нар. 3 серпня 1949, Волхово, Чудовський район, Новгородська область, СРСР — пом. 19 квітня 2012, Москва, Росія) — радянський хокеїст, захисник. Олімпійський чемпіон.

## Із біографії
Один з найкращих захисників в історії радянського хокею. В чемпіонатах СРСР виступав за «Торпедо» з Горького (1967-1968) та московське «Динамо» (1967-1984). Шість разів був срібним призером національного чемпіонату та сім — бронзовим. Всього в лізі провів 619 матчів та забив 71 гол. Володар кубка СРСР 1972. За результатами сезону обирався до символічної збірної.
У складі національної збірної був учасником трьох Олімпіад (1972, 1976, 1980). На турнірах у Саппоро  та Інсбруку збірна СРСР була найсильнішою, а у Лейк-Плесіді здобула срібні нагороди.
Восьмиразовий чемпіон світу ; другий призер 1972, 1976; третій тризер 1977. На чемпіонатах Європи — вісім золотих, одна срібна та дві бронзові нагороди. П'ять разів обирався до символічної збірної на чемпіонатах світу. В 1973, 1977 та 1979 роках визнавався найкращим захисником турніру. Був учасником суперсерій СРСР — Канада (НХЛ) 1972 та СРСР — Канада (ВХЛ) 1974 (всього 14 матчів, 4 голи). Півфіналіст першого розіграшу кубка Канади та переможець другого турніру (1981). Володар кубка виклику 1979 року.
У складі головної команди країни виступав протягом тринадцяти років. Був капітаном команди. На Олімпійських іграх та чемпіонатах світу провів 116 поєдинків (18 закинутих шайб), а всього у складі збірної СРСР — 285 матчів (43 голи).
Прощальний матч Васильєва відбувся наприкінці 1984 року: збірна СРСР перемогла збірну Європи з рахунком 7:3. Однак у кінці 80-х повернувся у хокей на два сезони. Виступав за угорський «Уйпешт», другу команду «Динамо» та німецький «Ратінген».
Помер 19 квітня 2012 року на 63-му році життя у Москві. Похований на Троєкурівському кладовищі.

## Нагороди та почесні звання
- 1973 — Заслужений майстер спорту СРСР
- 1975 — Медаль «За трудову доблесть»
- 1978 — Орден Трудового Червоного Прапора
- 1981 — Орден Дружби народів
- 1996 — Орден Пошани
- 1998 — Член зали слави ІІХФ
- 2011 — Орден Дружби (Російська Федерація)

## Спортивні досягнення

### Командні
- Олімпійський чемпіон (2): 1972, 1976
- Срібний призер Олімпійських ігор (1): 1980
- Чемпіон світу (8): 1970, 1973, 1974, 1975, 1978, 1979, 1981, 1982
- Срібний призер чемпіонату світу (1): 1972, 1976
- Бронзовий призер чемпіонату світу (1): 1977
- Володар кубка Канади (1): 1981
- Чемпіон Європи (8): 1970, 1973, 1974, 1975, 1978, 1979, 1981, 1982
- Срібний призер чемпіонату Європи (1): 1972
- Бронзовий призер чемпіонату Європи (2): 1976, 1977
- Срібний призер чемпіонату СРСР (6): 1971, 1972, 1977, 1978, 1979, 1980
- Бронзовий призер чемпіонату СРСР (7): 1968, 1969, 1974, 1976, 1981, 1982, 1983
- Володар кубка СРСР (1): 1972
- Фіналіст кубка СРСР (3): 1969, 1970, 1974
- Володар кубка Шпенглера (1): 1983

### Особисті
- Найкращий захисник чемпіонату світу (3): 1973, 1977, 1979
- Символічна збірна чемпіонату світу (5): 1974, 1975, 1977, 1979, 1981

## Статистика
Скорочення: І = Ігри, Г = Голи, П = Паси, О = Очки, Штр = Штрафний час у хвилинах